# Danny Lerner
Danny Lerner (hébreu : דני לרנר)   (16 février 1973) est un scénariste, producteur et réalisateur israélien.

## Carrière cinématographique
Danny Lerner est diplômé du département de cinéma et de télévision de l'Université de Tel Aviv. Durant ses études, il a écrit, réalisé et produit plus de 20 courts métrages.
Son premier long métrage fut le thriller psychologique Frozen Days (hébreu : ימים קפואים), produit en tant que film indépendant à petit budget pour seulement 25 000 US$. Le film, avec Anat Klausner, Oli Sternberg et Sandra Sade, fut présenté en avant-première au Festival international du film de Haïfa en 2005, où il remporta le prix du « meilleur film israélien ». Le film fut projeté en Israël, où il fut également nominé pour deux Ophir Awards (pour la performance et la photographie de Klausner), et en France, et vendu pour distribution dans plusieurs autres pays. Le film suit un jeune trafiquant de drogue qui vole l'identité d'une victime comateuse d'un attentat terroriste. Le film remporta plusieurs prix dans des festivals internationaux, dont le prix du « meilleur film » au Festival du Film Nouveau en Belgique et le prix du « meilleur réalisateur » au Festival du film de Phoenix. Le film a également été projeté dans plusieurs festivals de cinéma, notamment : le Festival du film AFI de Los Angeles, le Festival du film de Sydney, le Festival international du film de Varsovie, le Festival international du film de Shanghai, le Festival international du film de São Paulo, et bien d'autres.
Le deuxième film de Lerner était le film d'action Loin d'Eden. Coproduction franco-israélienne, le film a bénéficié d'un budget de 2 millions de dollars. L'intrigue suit l'amitié qui se noue entre une caissière de supermarché maltraitée par son mari, interprétée par la chanteuse Ninet Tayeb, et un tueur à gages d'une organisation criminelle, interprété par Olga Kurylenko.
Le film a été présenté en avant-première au Festival international du film de Toronto en 2009 et a ensuite été projeté en Israël. Le film a été vendu pour distribution dans plusieurs pays, certains sous le titre international Le tueur d'à côté, notamment aux États-Unis, au Canada, en Grande-Bretagne, en Italie, en Allemagne, en Russie et dans d'autres. Au Brésil, le film a été traduit par Côte à côte avec un tueur. En 2010, le film a participé au Festival international du film de Saint-Pétersbourg, au Festival du film de femmes de Séoul et au Festival international du film à suspense de Bonn en France.
En 2011, Lerner a remporté le Prix d'art cinématographique du ministère de la Culture et des Sports. Motifs du jury : « Lerner possède une vision cinématographique fascinante qui allie le cinéma occidental à une réalité locale unique et douloureuse. » 

## Style artistique
Dans ses films, Danny Lerner a abordé divers aspects de la réalité israélienne, utilisant des genres et des éléments cinématographiques peu explorés dans le cinéma israélien. Frozen Days allie thrillers psychologiques, horreur et film noir, et est entrecoupé de citations de films d'Alfred Hitchcock et de Roman Polanski. Loin d'Eden inclut également des hommages à plusieurs films, dont Nikita et L'Impasse.

## Filmographie
- Frozen Days (2005) – Réalisateur, scénariste et producteur
- Loin d'Eden (2009) – Réalisateur et scénariste